# Българско училище „Д-р Петър Берон“ (Манхайм)
Българското училище „Д-р Петър Берон“ (на немски: Bulgarische Schule „Dr. Peter Beron“) е училище на българската общност в град Манхайм, провинция Баден-Вюртемберг, Германия. Разполага и с филиал в град Лудвигсхафен, провинция Рейнланд-Пфалц. То функционира към Българското сдружение за стимулиране на образованието и културата – Манхайм.

## Обучение
Училището предлага обучение както в присъствена, така и в дистанционна форма всяка събота за детска градина, предучилищна група и класове от първи до девети. Изучават се български език и литература, история и география на България. Предлагат се и свободноизбираеми дейности като изобразително изкуство, народни танци, театър, празнични работилници.